# Pilate
Pilate (Haïtiaans-Creools: Pilat) is een stad en gemeente in Haïti met 54.000 inwoners. De plaats ligt in het Massif du Nord aan de rivier Trois Rivières, 37 km ten zuidwesten van de stad Cap-Haïtien. De gemeente maakt deel uit van het arrondissement Plaisance in het departement Nord.
Er wordt koffie, fruit en cacao verbouwd.

## Indeling
De gemeente bestaat uit de volgende sections communales:
| Nr. | Naam             | Km²   | Inw.2015 |
| --- | ---------------- | ----- | -------- |
| 1   | Ballon           | 24,15 | 19.938   |
| 2   | Baudin           | 13,38 | 4.402    |
| 3   | Ravine Trompette | 15,77 | 7.330    |
| 4   | Joly             | 8,26  | 3.298    |
| 5   | Dubourg          | 13,41 | 2.653    |
| 6   | Piment           | 8,65  | 2.799    |
| 7   | Rivière Laporte  | 10,25 | 3.983    |
| 8   | Margot           | 26,93 | 9.647    |